# جائزة النمسا الكبرى 1984
جائزة النمسا الكبرى 1984 هو سباق فورمولا 1 أقيم بتاريخ 19 أغسطس 1984 في ستيفن سبيلبرغ، شتايرمارك، النمسا. كان الثاني عشر من أصل 16 في بطولة العالم لسباقات الفورمولا واحد موسم 1984. حلّ النمساوي نيكي لاودا أولا بينما جاء البرازيلي نيلسون بيكيه في المركز الثاني وحصل على المركز الثالث الإيطالي ميكيلي ألبوريتو.